# Каміл Скаскевич
Каміл Станіслав Скаске́вич (пол. Kamil Stanislaw Skaskiewicz; нар. 10 липня 1988, Білоґард, Західнопоморське воєводство) — польський борець вільного стилю, срібний призер чемпіонату Європи.

## Біографія
Боротьбою займається з 1998 року.
Виступає за польський клуб AKS (пол. Atletyczny Klub Sportowy) з Білоґарда. Чемпіон Польщі 2008 та 2011 років. Чемпіон Польщі серед юніорів 2007 року. Чемпіон Польщі серед кадетів 2003, 2004 та 2005 років. Виступав також за RV Талгейм, SV Luftfahrt Берлін. Тренер Юсуп Абдусаламов.

## Спортивні результати на міжнародних змаганнях

### Виступи на Чемпіонатах світу
| Змагання                        | Збірна | Вагова категорія           | Місце |
| ------------------------------- | ------ | -------------------------- | ----- |
| Чемпіонат світу з боротьби 2013 | Польща | вільна боротьба, до 96 кг  | 7     |
| Чемпіонат світу з боротьби 2014 | Польща | вільна боротьба, до 125 кг | 21    |

### Виступи на Чемпіонатах Азії
| Змагання                         | Збірна | Вагова категорія          | Місце  |
| -------------------------------- | ------ | ------------------------- | ------ |
| Чемпіонат Європи з боротьби 2011 | Польща | вільна боротьба, до 96 кг | 11     |
| Чемпіонат Європи з боротьби 2013 | Польща | вільна боротьба, до 96 кг | Срібло |
| Чемпіонат Європи з боротьби 2014 | Польща | вільна боротьба, до 97 кг | 10     |

### Виступи на інших змаганнях
| Змагання                                                    | Збірна | Вагова категорія           | Місце  |
| ----------------------------------------------------------- | ------ | -------------------------- | ------ |
| Турнір Дана Колова — Николи Петрова 2011                    | Польща | вільна боротьба, до 96 кг  | 5      |
| Меморіал Вацлава Циолковського 2011                         | Польща | вільна боротьба, до 96 кг  | 5      |
| Турнір Яшара Догу 2012                                      | Польща | вільна боротьба, до 96 кг  | 13     |
| Олімпійський кваліфікаційний турнір з боротьби 2012 (Софія) | Польща | вільна боротьба, до 96 кг  | 5      |
| Меморіал Вацлава Циолковського 2012                         | Польща | вільна боротьба, до 96 кг  | Бронза |
| Турнір Дана Колова — Николи Петрова 2013                    | Польща | вільна боротьба, до 96 кг  | 14     |
| Турнір Алі Алієва 2013                                      | Польща | вільна боротьба, до 96 кг  | 17     |
| Меморіал Вацлава Циолковського 2013                         | Польща | вільна боротьба, до 96 кг  | 12     |
| Інтерконтинентальний кубок з боротьби 2013                  | Польща | вільна боротьба, до 96 кг  | Бронза |
| Золотий Гран-прі з боротьби 2014 (Париж)                    | Польща | вільна боротьба, до 97 кг  | 8      |
| Турнір Дана Колова — Николи Петрова 2014                    | Польща | вільна боротьба, до 97 кг  | 8      |
| Турнір Алі Алієва 2014                                      | Польща | вільна боротьба, до 97 кг  | 14     |
| Гран-прі Німеччини з боротьби 2014                          | Польща | вільна боротьба, до 97 кг  | 9      |
| Меморіал Вацлава Циолковського 2014                         | Польща | вільна боротьба, до 97 кг  | 5      |
| Інтерконтинентальний кубок з боротьби 2014                  | Польща | вільна боротьба, до 125 кг | 9      |
| Гран-прі Парижа з боротьби 2015                             | Польща | вільна боротьба, до 125 кг | 5      |
| Кубок Гранми з боротьби 2015                                | Польща | вільна боротьба, до 125 кг | Бронза |
| Турнір Яшара Догу 2015                                      | Польща | вільна боротьба, до 125 кг | 5      |
| Меморіал Абделазіза Услаті 2015                             | Польща | вільна боротьба, до 125 кг | 5      |
| Турнір Дана Колова — Николи Петрова 2016                    | Польща | вільна боротьба, до 125 кг | 5      |
| Турнір міста Сассарі 2016                                   | Польща | вільна боротьба, до 125 кг | 5      |
| Меморіал Вацлава Циолковського 2016                         | Польща | вільна боротьба, до 125 кг | 10     |
| Гран-прі Німеччини з боротьби 2016                          | Польща | вільна боротьба, до 125 кг | Бронза |